# 公寓大廈

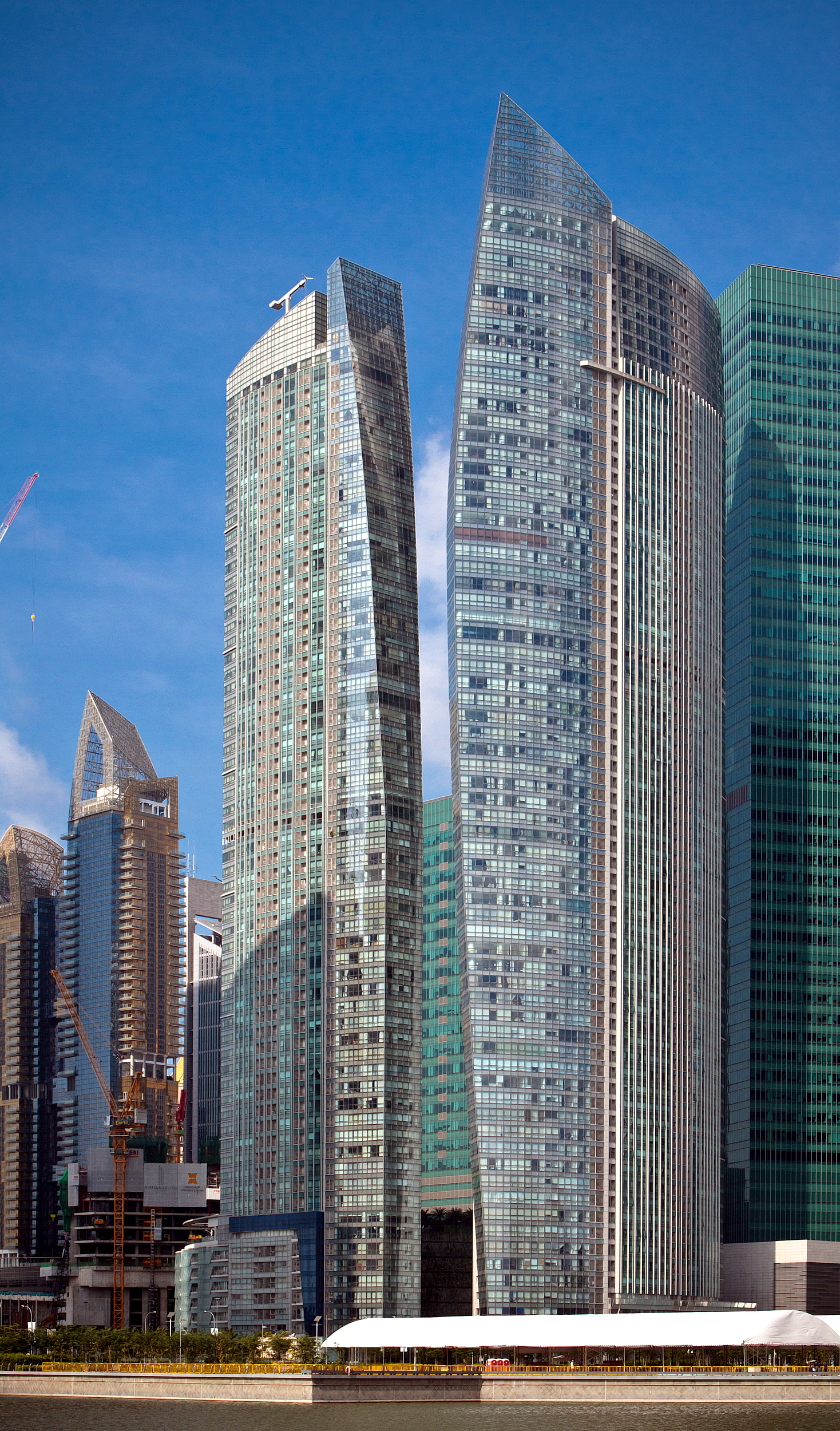
新加坡濱海大道的公寓大廈濱海舫

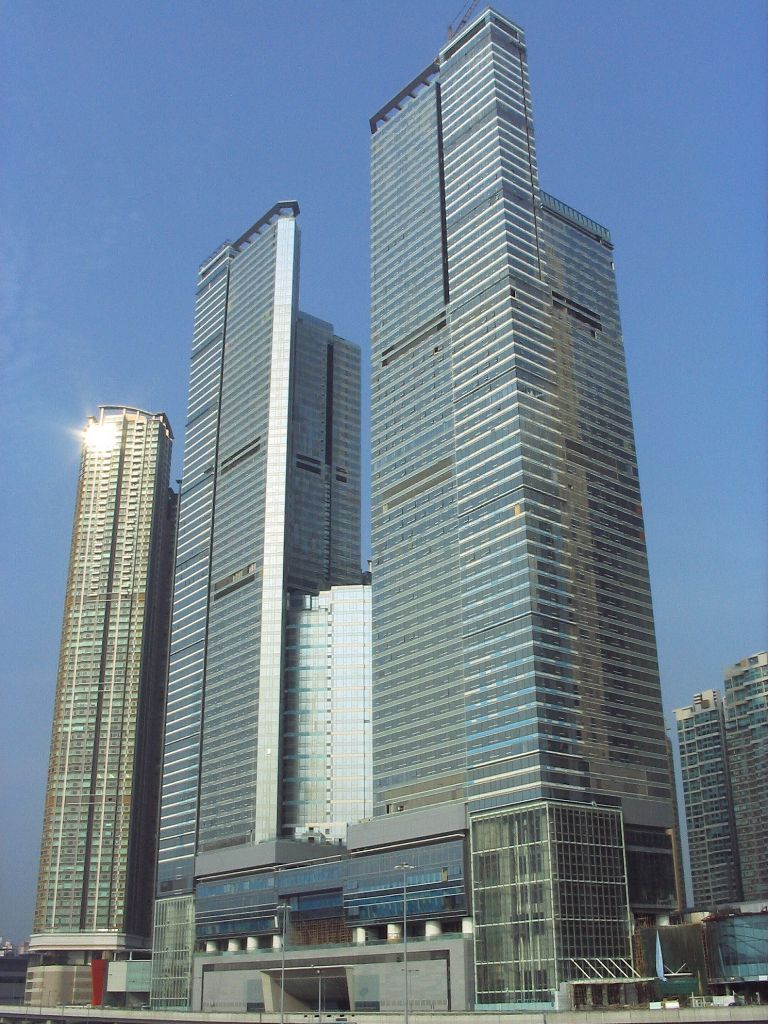
香港Union Square的公寓大樓天璽

公寓大廈，或稱公寓大樓、分契式公寓，是指多樓層及多單位的住宅建築物，在土地少人口多的大都市是常見的建築模式。大廈內的每個單位可能不是由同一伙人家具有業權或使用權，而每個單位則個別稱之為公寓。
公寓大樓的基建設施有自來水、電力供應、排污管道、門、窗、主力牆、公眾走廊、樓梯、升降機、避雷針、天台、水箱、電話線等。如果稱得為高級住宅，會設有住客會所、游泳池、網球場、健身房和物業管理等，有些大廈基座有購物商場和電影院。通常按卧室间数区分其豪华与否，而一般能见到的最豪华的单元房有两层，被称为复式结构。公寓大廈最关键的特征是，它的单元房是出售，而非出租的。但是当房东买下一套单元房后，他可以自己出租它、或出租一部分。通常公寓大廈的大楼里有更多的公用娱乐和健身空间和设施。

## 各地名稱
- Condominium、Condo、柏文：主要應用在加拿大和美國
- Strata title/lot：主要應用在澳大利亞、馬來西亞、新西蘭和加拿大卑詩省
- Commonhold：主要應用在英國
- Sectional title：主要應用在南非

## 與公寓的區別
在北美，公寓大廈（Condominium）和公寓（Apartment）的區別並不在於房屋類型，而是在於產權，公寓往往是由一個專門的機構或者公司擁有產權，然後將每一戶單獨出租，而不單獨售賣；公寓大廈則每一戶都是由不同的個人或者集體擁有產權。從房屋類型上來說，兩者可以任意轉換，但實際上由於產權的原因會略顯複雜。